# کاترینا روهونیان
کاترینا روهونیان (انگلیسی: Katerina Rohonyan؛ زادهٔ ۲۵ آوریل ۱۹۸۴) شطرنج‌باز ارمنی‌تبار اهل اوکراین که عنوان استادبزرگی بانوان را داراست.